# معركة السفيرة
معركة السفيرة هي معركة تم خوضها في فبراير عام 2013، عندما هاجمت قوات المعارضة مدينة السفيرة، التي تحتل مكانة هامة على طريق حلب دمشق، حيث شنت معركة كبيرة على المدينة منذ السبعة أشهر الماضية.